# Robert Greene (escritor estadounidense)
Robert Greene (Los Ángeles, California, 14 de mayo de 1959) es un escritor estadounidense de origen judío, conocido por sus libros en materia de estrategia, poder y seducción. Ha escrito seis superventas internacionales: Las 48 leyes del poder, El Arte de la Seducción, Las 33 Estrategias de La Guerra, La Ley 50 (con el rapero 50 Cent), Maestría y Las leyes de la naturaleza humana.
Cursó estudios en la Universidad de California en Berkeley y en la Universidad de Wisconsin-Madison, donde se graduó en estudios clásicos. Ha trabajado como editor y escritor de varias revistas en la Ciudad de Nueva York, y en Los Ángeles como guionista y también escritor. Vivió varios años en Londres, París y Barcelona. Habla varios idiomas y ha trabajado como traductor.[cita requerida]

## Primeros años
Greene creció en Los Ángeles y asistió a la Universidad de California, Berkeley antes de finalizar sus estudios en la Universidad de Wisconsin-Madison, con una licenciatura en los estudios clásicos. Antes de convertirse en un autor, Greene estima que ocupó 80 puestos de trabajo distintos, incluso como constructor, traductor, editor de revistas, y escritor de películas de Hollywood. En 1995, Greene trabajaba como escritor en Fábrica, una escuela de arte y medios de comunicación en Italia, y conoció a un productor de libros llamado Joost Elffers. Greene le ofreció a Elffers realizar un libro sobre el poder y escribió un ensayo que con el tiempo se convirtió en Las 48 leyes del poder. Greene señala esto como el punto de inflexión de su vida.[cita requerida]

## Libros

### Las 48 leyes del poder
El primer libro de Greene, Las 48 leyes del poder, es una guía práctica para cualquier persona que quiere acceder al poder, reconocer el poder, o quiere defenderse contra el poder. Las leyes son una destilación de 3.000 años en la historia universal de la energía, y figuras históricas como Nicolás Maquiavelo y Sun Tzu también a partir de la vida de personajes como Alejandro Magno, Iván IV de Rusia, Isabel I de Inglaterra, Pancho Villa, P. T. Barnum, Charles Maurice de Talleyrand, Mayer Amschel Rothschild, John D. Rockefeller, Thomas Alva Edison, Haile Selassie y Henry Kissinger.[cita requerida]
Se trata de un superventas internacional y ha vendido más de 1,2 millones de copias en los Estados Unidos solamente. Es popular y muy conocido por políticos, raperos, empresarios, celebridades, atletas y actores, entre ellos:Manuel Cheo, 50 Cent, Jay-Z, Kanye West, Lápiz Conciente, Busta Rhymes, Ludacris, DJ Premier, Brian Grazer, Andrew Bynum, Chris Bosh, Will Smith

### El Arte de la Seducción
El Arte de la Seducción, segundo libro de Greene, se publicó en 2004 y es un manual sobre la forma más sutil y eficaz de poder. El libro personifica a nueve tipos de seductores (por ejemplo, La coqueta, La Sirena y El Encantador) y se explican los aspectos de la atracción, la autenticidad, la narración y la negociación. Greene utiliza ejemplos de personajes históricos tales como Cleopatra, Giacomo Casanova, Duke Ellington y John F. Kennedy para apoyar la psicología detrás de la seducción. Este libro se menciona en el libro El método, de Neil Strauss, como un libro recomendado en la comunidad de la seducción. Se han vendido más de 500.000 copias.[cita requerida]

### Las 33 Estrategias de La Guerra
Las 33 Estrategias de La Guerra es el tercer libro de Greene y se publicó en 2003. El libro describe cuáles han sido las estrategias más exitosas a lo largo de la historia y cómo éstas estrategias son compatibles con la vida común de cualquier persona en todos los ámbitos. Este libro muestra cómo el camino hacia el éxito está sembrado de obstáculos y rivalidad. Lo que ocurre todos los días en la calle y en las empresas no es una simple competencia, sino una guerra, un combate cotidiano en el cual todos intentan sacar ventaja a costa de los demás. El autor ofrece una lista completa de las mejores estrategias militares de todos los tiempos y muestra cómo aplicarlas a la vida cotidiana. Se incluye entre otros la guerra ofensiva, guerra defensiva y guerra sucia. 
Dichas estrategias han sido extraídas directamente de la historia y de la experiencia personal de grandes jefes militares, como Carl Von Clausewitz, Napoleón Bonaparte, George Patton, Erwin Rommel y Temistocles. También provienen de teóricos de la guerra tan famosos como Sun Tzu.

### La Ley Nº50
La Ley Nº50 es el cuarto libro de Greene, escrito en colaboración con el rapero 50 Cent y se publicó en 2009. El libro ilustra leyes universales sobre la estrategia y la audacia complementando con las anécdotas de 50 cent tanto como joven traficante urbano y como músico con lecciones de figuras históricas como Abraham Lincoln, Sócrates, Malcolm X, Miles Davis, François de La Rochefoucauld, Maquiavelo, Richard Wright, Fyodor Dostoyevsky , Charlie Parker y el Barón de Montesquieu. Cada uno de los 10 capítulos del libro explica un factor de intrepidez y comienza contando cómo 50 cent aprendió la "Filosofía Fearless" en Southside Queens

### Maestría
Quinto libro de Greene, Mastery, fue lanzado el 13 de noviembre de 2012. Mastery examina las vidas de personajes históricos y contemporáneos tales como Charles Darwin, Paul Graham, los hermanos Wright, Benjamin Franklin, Thomas Edison y Mozart, y destila los rasgos universales y los ingredientes que los hicieron verdaderos maestros.

### Las Leyes de la Naturaleza Humana
Es el sexto libro de Greene se publicó el 2016. Habla a través de los lentes de la filosofía, historia y psicología para presentar cómo las personas nos comportamos a través de 18 “Leyes”. Como animales sociales, es importante conocer nuestras motivaciones, así como el de las personas con las que interactuamos para poder funcionar correctamente.
Las Leyes para todos los días
Séptimo libro publicado por este autor en enero de 2023, donde presenta un resumen de las leyes fundamentales de toda su obra, de manera que el lector vaya asimilando los conceptos e interiorizando sus enseñanzas a lo largo de un tiempo, propiciando una NPL (Programación Neuro Lingüista). Según el autor, la absorción de estas leyes será lenta e imperceptible hasta que, con el tiempo, los resultados sean obvios y capaces de sacar nuestra mejor versión.

## Influencia y controversia
El trabajo de Greene ha sido adoptado por la industria del hip hop, y  Las 48 leyes del poder ha sido mencionada en canciones de Jay Z, Kanye West, Drake y Busta Rhymes. Este último ha utilizado Las 48 leyes del poder para hacer frente a productores de cine problemáticos. Se dice que Fidel Castro (fallecido el 25 de noviembre de 2016) también leyó y analizó detenidamente el libro. Las 48 leyes del poder es uno de los libros más solicitados en las bibliotecas de prisiones estadounidenses.[cita requerida]
Los libros de Greene a veces se representan como manipuladores e inmorales. The Sunday Times señaló que Las 48 leyes del poder se ha convertido en el Hollywood back-stabber's bible y, aunque el libro lo usan a menudo los ejecutivos de negocios, es difícil encontrar personas que públicamente reconocen su influencia, debido a su naturaleza controvertida.[cita requerida]
Greene responde a este sentimiento diciendo: "Estas leyes ... la gente diría, 'Oh son malvadas', pero son practicadas día tras día por los empresarios. La gente siempre está tratando de librarse de la competencia y puede ser bastante manipuladora, y eso es sólo la realidad".[cita requerida]
El trabajo de Greene ha aparecido en The New York Times. Hoy en día, CNN, The New Yorker, Newsweek, Los Angeles Times, Forbes, The Huffington Post, Business Week, Business Insider, Fast Company, la revista Slate y la revista XXL. Greene también ha aparecido en The Today Show, CNBC, ABC y noticias MTV.[cita requerida]

## Vida personal
Greene vive en Los Ángeles con su novia Anna Biller, quien es cineasta. Greene puede hablar cinco idiomas y practica zen. Es un hábil nadador y ciclista. Tuvo un gato llamado Boris, que murió, y lo menciona en Las 48 leyes del poder y El arte de la seducción. Su nuevo gato es Brutus, su sucesor.[cita requerida] En el 2018 sufrió un ACV donde un coagulo en su cuello detuvo el pasaje de sangre oxigenada a su cerebro por lo cual estuvo meses en recuperación, quedándole como consecuencia problemas motores, leve daño en el cerebro e impidiéndole volver a su rutina de vida anterior. Robert G. expresa elocuentemente toda su experiencia cercana a la muerte en varias entrevistas y como sus visiones de ese momento lo llevaron a analizar cuestiones de la vida que nunca había analizado hasta ahora; por lo que públicamente reveló que empezó a leer muchos libros de experiencias cercanas a la muerte y  comenzó a escribir un nuevo libro sobre su nueva forma de ver el proceso de la muerte, la vida y el entendimiento de lo que somos.